# Madonna del Rosario con Cristo risorto, angeli e regnanti
La Madonna del Rosario con Cristo risorto, angeli e regnanti, nota come Pala del Rosario, è un dipinto olio su tela di Leandro Bassano, eseguito dopo il 1595 e conservato nel Duomo di Bassano del Grappa dedicato a Santa Maria Assunta in Colle.

## Storia
Il diffondersi della devozione alla Madonna del Rosario e della relativa iconografia nel Veneto è collegato con la vittoria navale della Lega sacra contro i turchi a Lepanto il 7 ottobre 1571. Poiché nell'esito dello scontro avevano avuto un ruolo determinante le forze veneziane, la vittoria fu sentita come propria soprattutto dalla Serenissima. Il giorno della battaglia fu dedicato da papa Pio V alla Madonna e successivamente papa Gregorio XIII istituì nella prima domenica d'ottobre la solennità della Madonna del Rosario.
Poiché lo stemma del doge Alvise I Mocenigo in carica al tempo di Lepanto era composto di rose, fu facile e gradito ai veneti assimilare Venezia e le rose dello stemma dogale con la figura della Madonna del Rosario. A tale assimilazione ci richiama il motivo delle  rose dispensate dagli angeli sopra i devoti, tra cui il doge Grimani e la dogaressa, in questa pala di Leandro, che si presenta come una composizione trionfale.

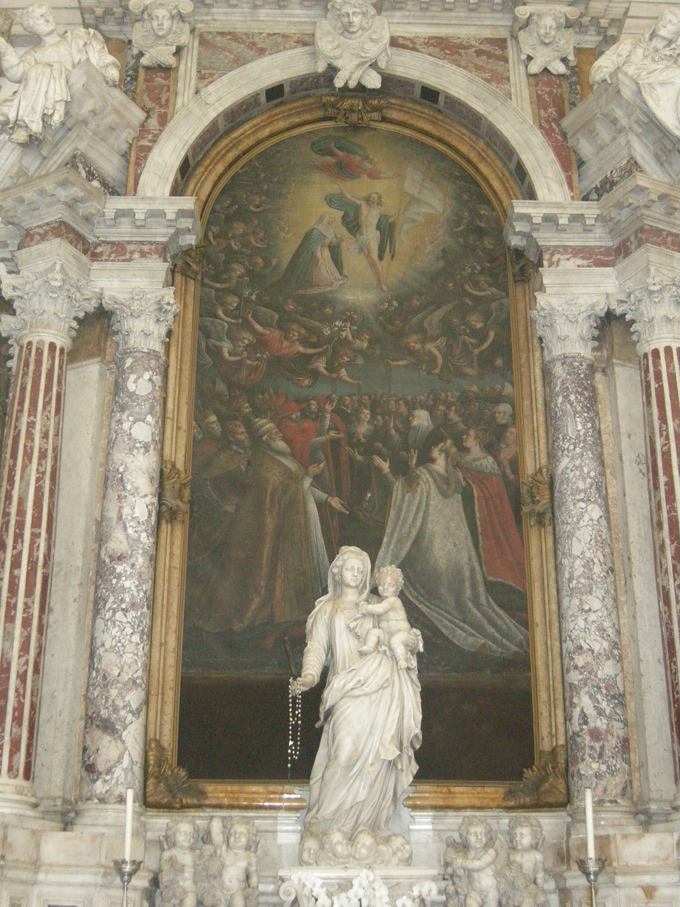
Altare Madonna del Rosario

La pala risulta allungata in basso di 60 cm perché evidentemente l'arco originario che la ospitava era meno alto: il soggetto corrisponde perfettamente con quello descritto da Carlo Ridolfi ne Le Maraviglie dell'Arte (1648) come ornamento, appunto dell'altare della Madonna del Rosario. L'altare fu modificato e completato nel Seicento con la posa di una cornice di maggior grandezza che comportò l'importante modifica della tela, ben visibile.
Quando il primo altare dedicato alla Madonna fu inaugurato nel 1584 dall'arciprete Compostella, era ancora privo di dipinti e il vescovo Michele Priuli, nella visita pastorale del 27 giugno 1592, ordinava di porvi una pala in cui fossero rappresentate le sacre immagini di “Nostro Signore Gesù Cristo e di due santi”. Leandro, come si può constatare, non ottemperò a tale indicazioni e quando eseguì il dipinto, presumibilmente poco dopo il 1595, anno in cui inizia il dogato di Marino Grimani, volle immortalare nel quadro destinato alla chiesa più importante di Bassano del Grappa il ritratti di coloro che riteneva degni di venerazione: la moglie Cornelia Gosetti (sposata dall'artista nel duomo di Bassano del Grappa il 22 maggio 1587), il padre e l'infelice fratello Francesco morti nel 1592, e il doge che lo aveva nominato cavaliere facendolo salire nella scala sociale a Venezia dove risiedeva da tempo. Leandro si era meritato questa onorificenza nel 1595 quando aveva dipinto i ritratti di Marino Grimani e della moglie Morosina Morosini (entrambi conservati nella Gemäldegalerie di Dresda) e forse fu anche per ambizione che il pittore, affetto com'era da manie di grandezza, volle esibire i suoi familiari insieme con il principe della Serenissima e l'augusta consorte. È da ricordare che Morosina Morosini ebbe l'onore dell'incoronazione con grandissima pompa e il papa Clemente VII le inviò la rosa d'oro che riservava ai sovrani.

## Descrizione
La tela, di grandi dimensioni, che orna l'altare dedicato alla Madonna del Rosario, è stata oggetto di un importante restauro nel 2022, promosso da Fulvio Bicego ed eseguito da Antonella Martinato, che le ha ridato gli originali colori riportando all'attenzione dell'osservatore i numerosi personaggi raffigurati: 133 angeli, 22 donne e 22 uomini, la Trinità e la Vergine. La pala raffigurante la Madonna del Rosario, la Trinità con Cristo risorto, angeli, devoti è firmata da Leandro Bassano: "LEANDER A PONTE / BASS. EQUES / F.”
La composizione è articolata per piani orizzontali, da quello in basso della folla a quello in alto della gloria del Paradiso con la Vergine ai piedi della Trinità. Il dipinto non è tra i più riusciti di Leandro, perché in esso prevale il tono celebrativo su quello poetico. Egli lo eseguì dopo il 1595, come si deduce dall’effige riprodotta del doge Marino Grimani con la moglie Morosina Morosini. Tutti i personaggi sono dipinti con intento celebrativo e fra essi riconosciamo anche il ritratto della moglie del pittore, del padre Jacopo, del fratello Francesco , di Enrico IV di Borbone, dell'arciprete Girolamo Compostella, del doge Sebastiano Venier, del doge Marino Grimani, dell'imperatore Carlo V, di Maria d'Asburgo sorella dell'imperatore Carlo V, del papa Pio V, di santa Caterina da Siena di san Domenico di Guzmán di Morosina Morosini moglie del doge Marino Grimani, probabilmente inoltre di santa Giustina di Padova, di sant'Elena e di alcuni membri della confraternita del Santo Rosario. Gli angeli raffigurano la passione di Cristo ed infatti sono dipinti con la croce, la corona di spine, il bastone con la spugna, la lancia, il martello, i tre chiodi, il flagello, le tenaglie, la colonna della fustigazione.
Ai lati del grande dipinto, sono appesi due teleri lunghi e stretti (295 x 32 cm) raffiguranti i quindici Misteri del Rosario, otto in una e sette nell'altra, entro scomparti ovali, opere seicentesche attribuite ad Antonio Scajaro.

## Galleria d'immagini

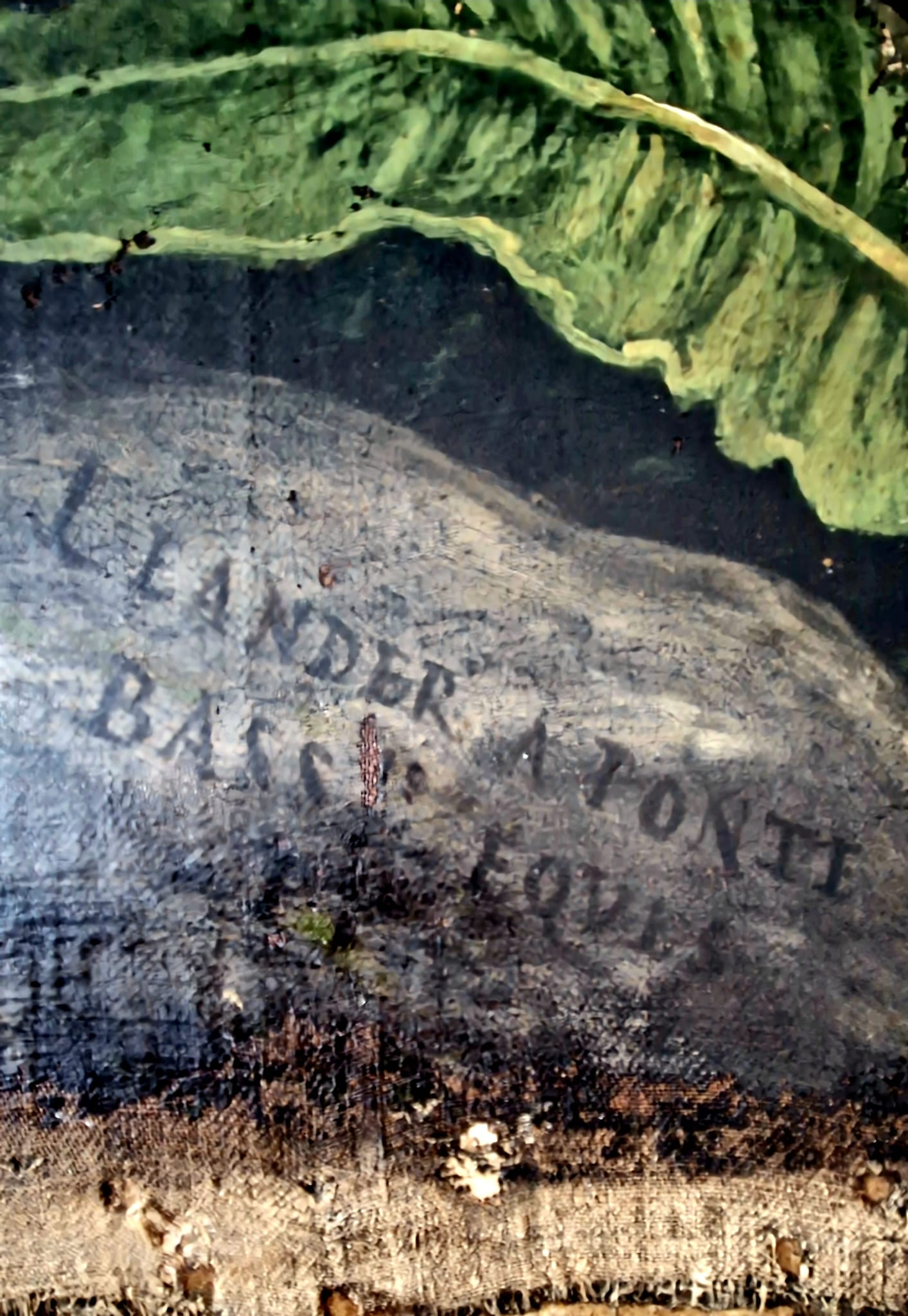
Firma di Leandro Bassano
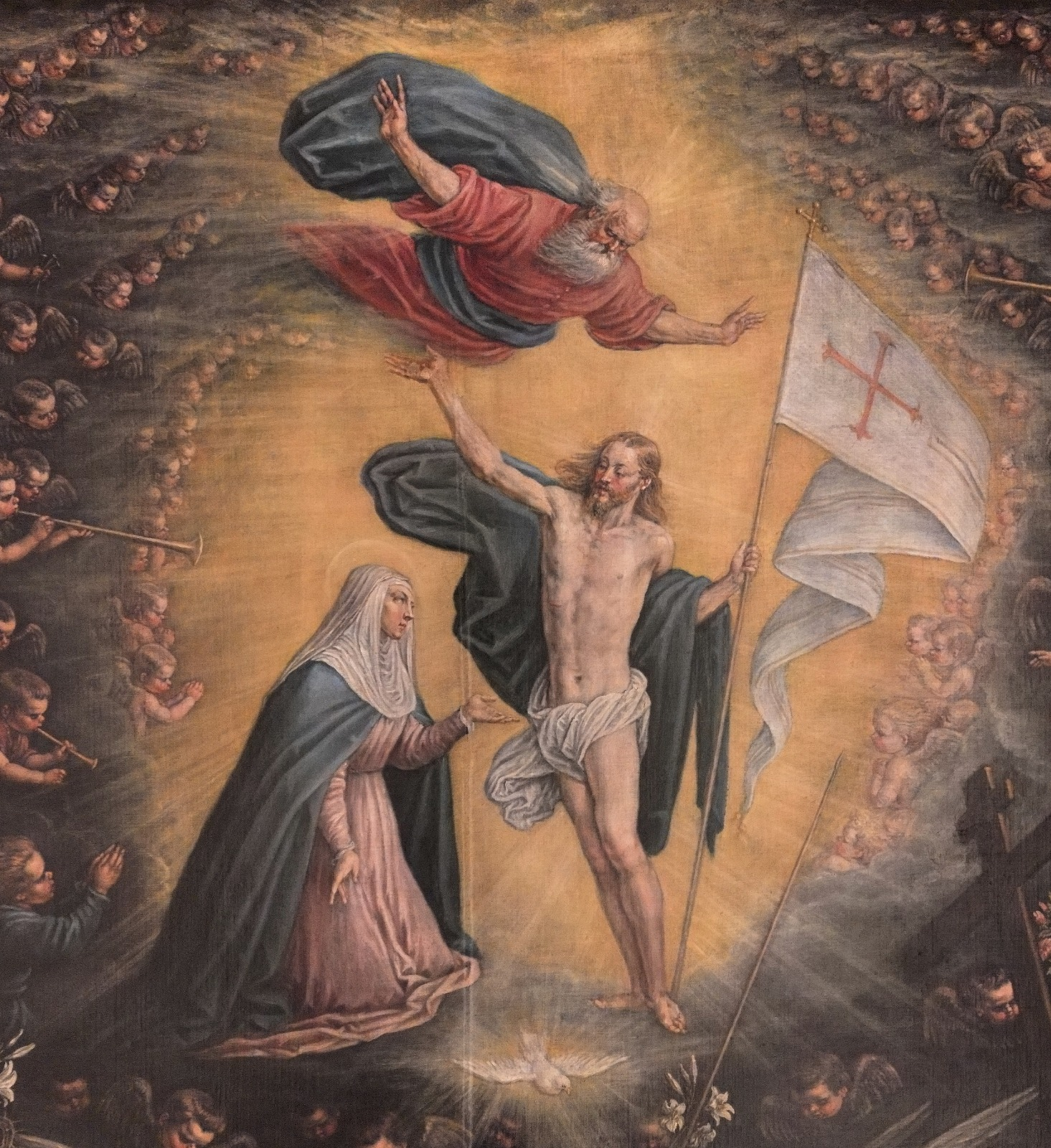
Madonna. Trinità e Cristo risorto
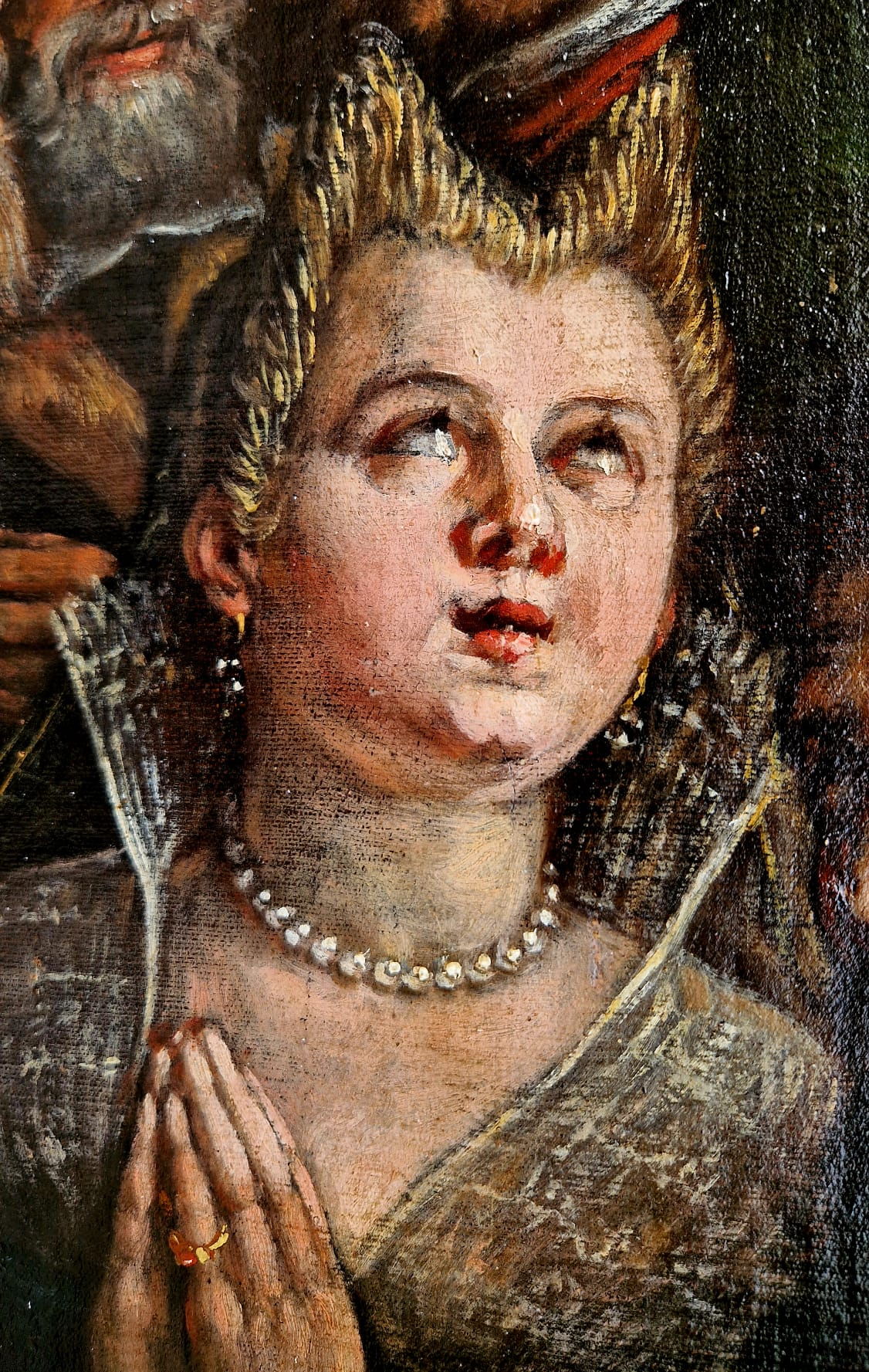
Cornelia Gosetti moglie di Leandro Bassano
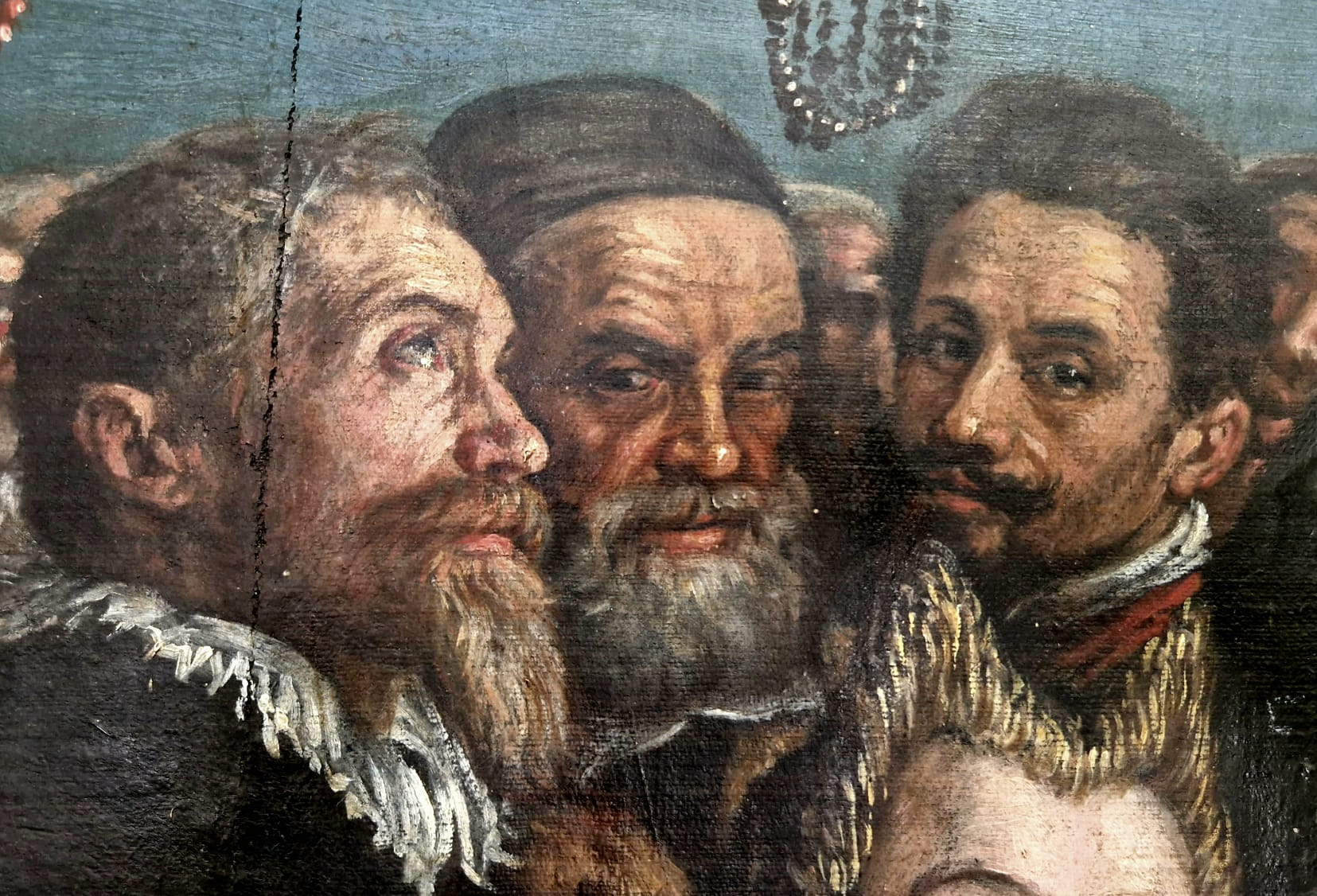
Leandro, Jacopo e Francesco Bassano
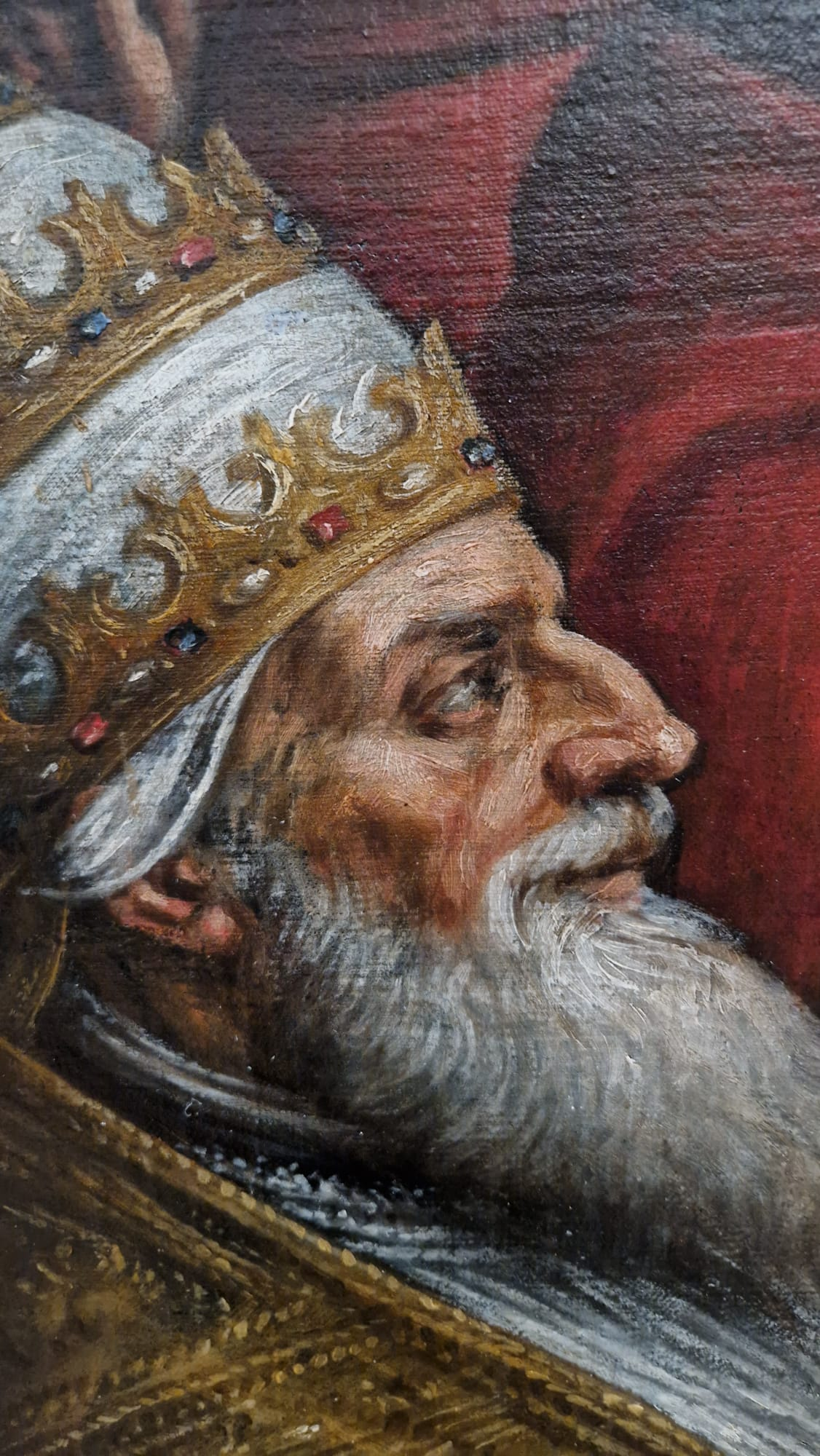
Papa Pio V
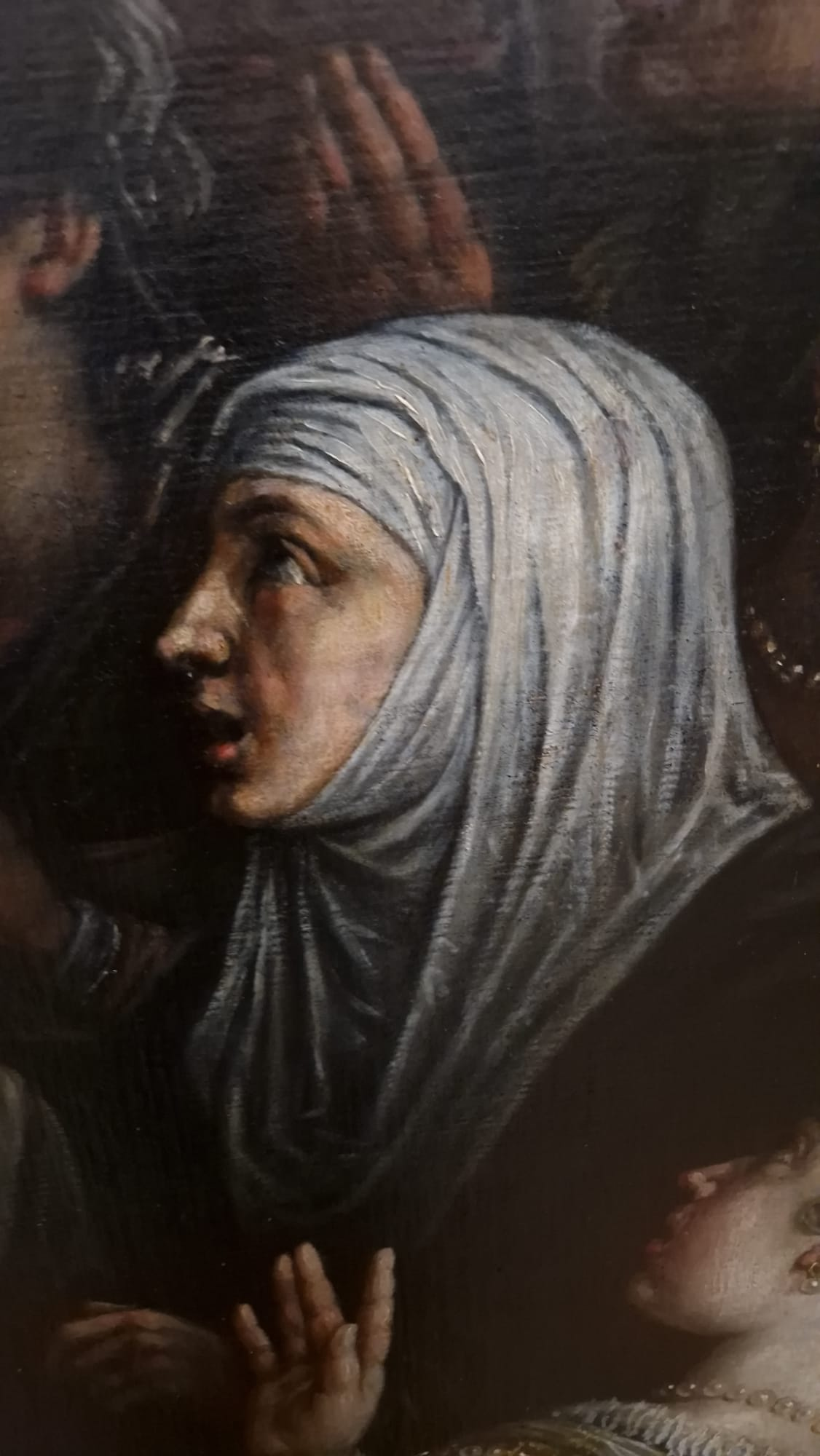
Santa Caterina da SIena
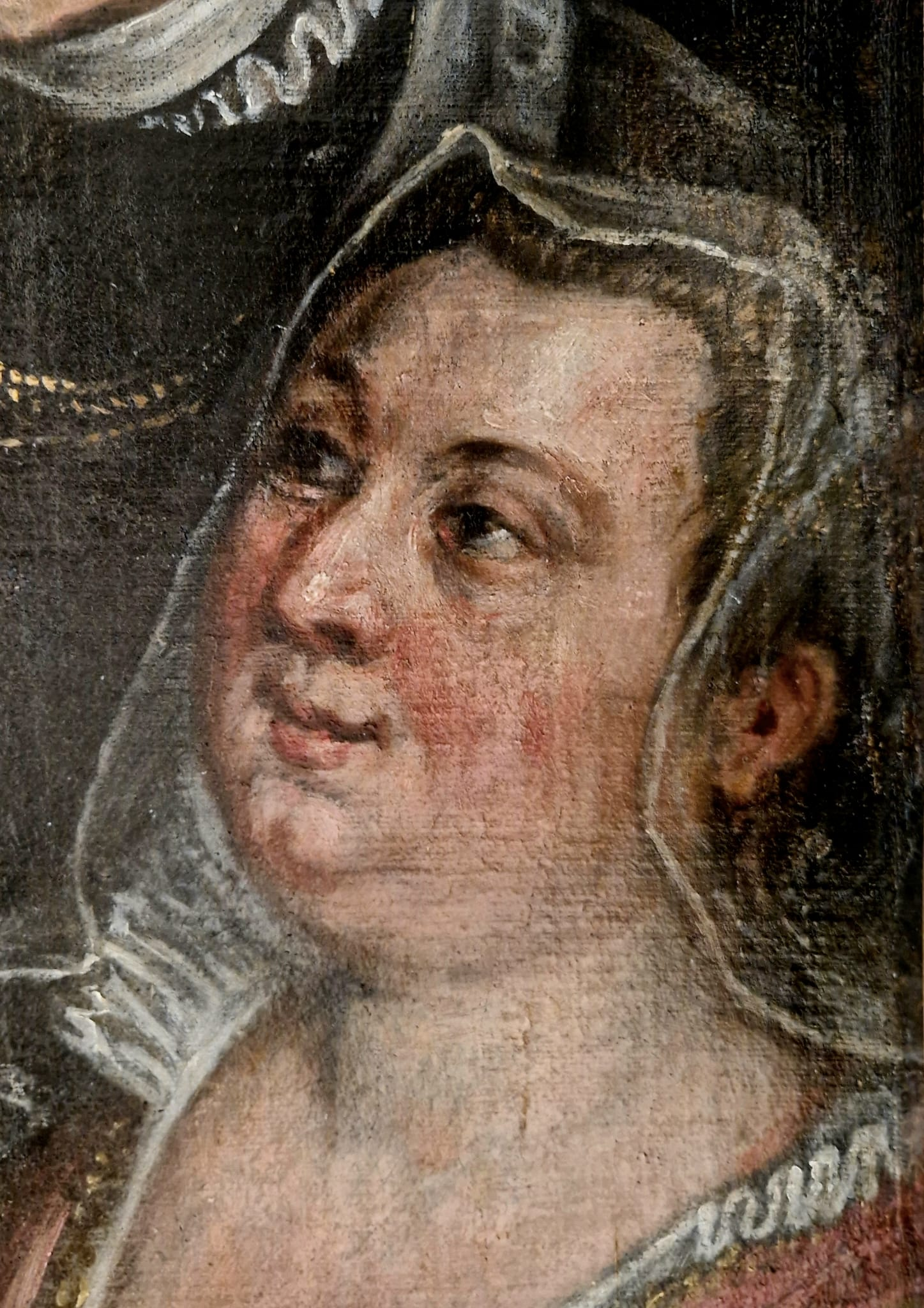
Morosina Morosini moglie del doge Grimani
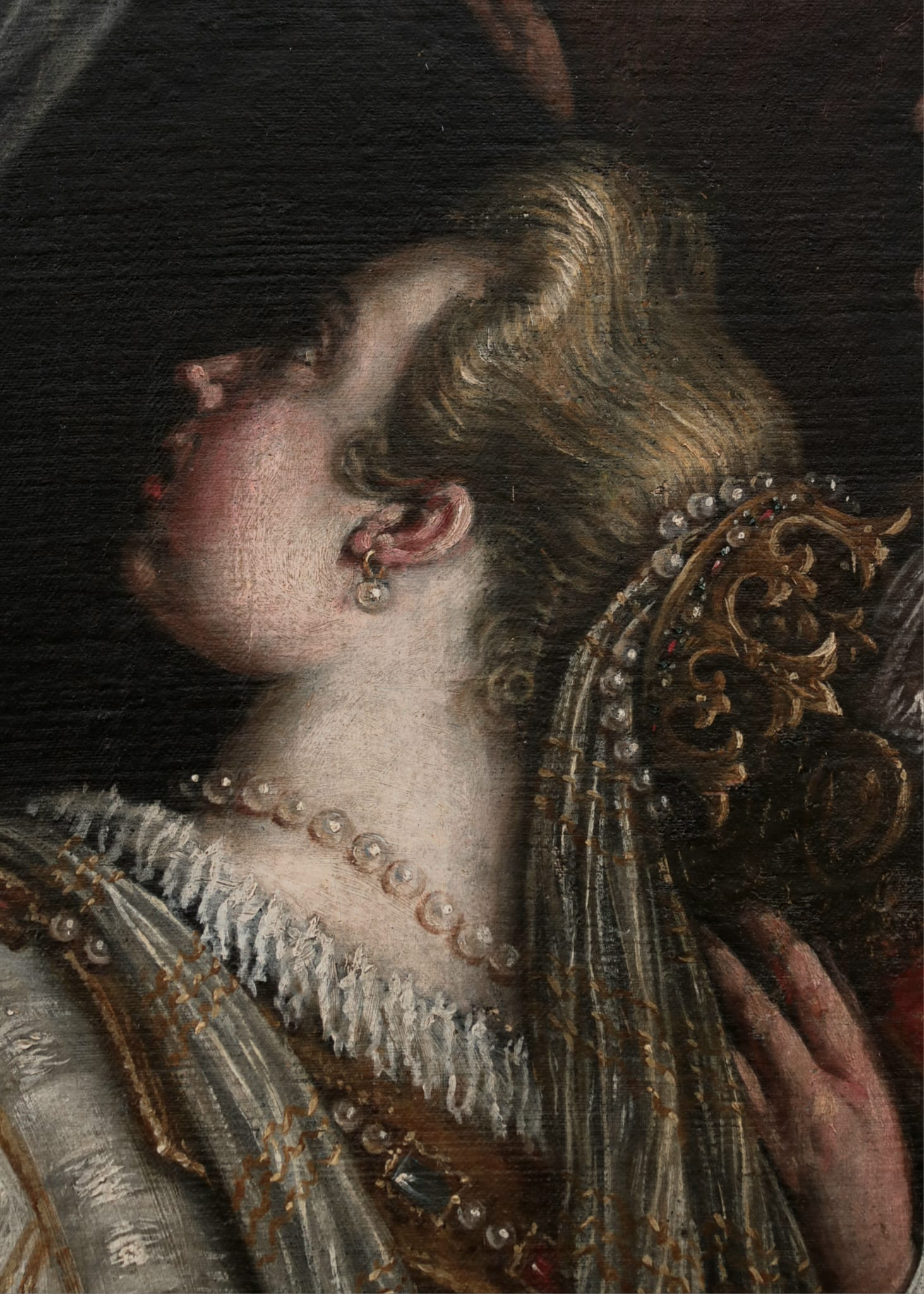
Santa Giustina
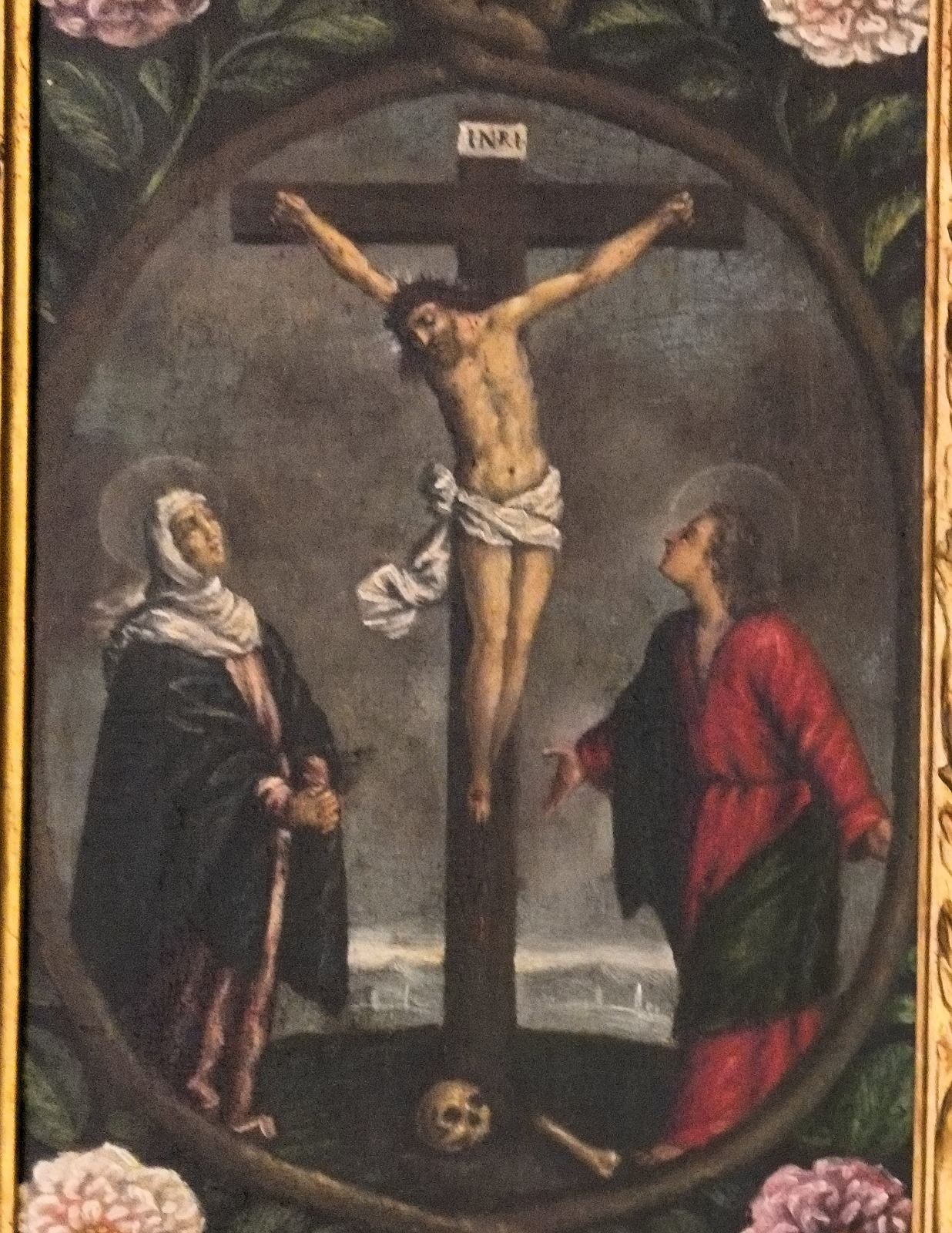
Crocifissione di Gesù, V* Mistero doloroso